# رومع الملقب روي
رومع المسمى كذلك روي أو ببساطة رومع روي، هو كاهن آمون الأكبر خلال الأسرة المصرية التاسعة عشرة، في نهاية حكم رمسيس الثاني واستمر في عهد مرنبتاح ومن المحتمل في عهد سيتي الثاني. خدم رومع كخادم لآمون من الدرجة الثالثة وخادم لآمون من الدرجة الثانية، وأخيراً كخادم أول (كبير كهنة) لآمون. كما كان يُلقب بالحاتي عا، والأمير الوراثي، والأب المقدس طاهر اليدين.
تم ذكر زوجة رومع، تاموت، في قبره، بينما تم ذكر زوجة أخرى باسم تابست على لوحة تذكارية في ليدن (هولندا).

## اللوحة التذكارية
تُعرف أيضًا لوحة تذكارية من ليدن تحمل نقوشًا من رومع المسمى روي، وكانت موجودة سابقًا في الجانب الشرقي من البوابة الثامنة لمعبد الكرنك. تُعد هذه اللوحة مصدرًا مهمًا لتاريخ الأسرة التاسعة عشرة وتحتوي على معلومات حول صعود كهنوت طيبة وإدخال السلالة الملكية لعائلة إيبوي في طيبة لسدة سدانة معبد آمون في الكرنك. جزء من النقش على لوحة رومع المسمى روي يقول:
| رومع الملقب روي | ليأخذ ابني مكاني. وليكن منصبي في يديه. وليمر من الأب إلى الابن إلى الأبد، كما يفعل الرجل العادل والمفيد في بيت سيده. | رومع الملقب روي |

## الدفن
دُفن رومع المسمى روي في المقبرة المرقمة TT283 في منطقة ذراع أبو النجا بالأقصر.